# Пургаз
Інязор Пургаз (ерз. Пургаз (Инязор Пургаз); д.-рус. Пургас) — видатний ерзянський військовий та державний діяч першої половини XIII століття, ерзянський інязор, національний герой ерзян. У свій час був очільником ерзянського державного утворення, яке літописці називали «Пургасовою волостю». Ймовірно загинув в бою у віці 63 років. Уславив себе як збирач ерзянських земель. Відіграв провідну роль у становленні державності народу ерзя.
З найвідоміших творів, що розкривають образ Пургаз, можна назвати поему «Відплата» В. Ф. Єгорова (1978) і роман «Пургаз» ерзянського народного письменника К. Г. Абрамова, що був опублікований під час «Перебудови» у 1988 році.

## Ерзянський національний герой
Інязор Пургаз є головним героєм ерзянського народу: кожний епічний твір національного мистецтва оповідає про Пургаза або апелює до його образу. Національним гаслом ерзян є фраза «Пургазонь тевтне — мельсэнек!» (ерз. «Ми пам'ятаємо ім'я і справу інязора Пургаза!»). Головний старійшина ерзянського народу Кшуманцянь Пірґуж (1999—2019), у своєму виступі перед мером Саранська Владіміром Сушковим, так окреслив значення інязора Пургаза для ерзянс: «Пургаз — видатний політичний діяч XIII ст. Він був мудрим дипломатом, безстрашним воїном, талановитим організатором і прогресивною людиною свого часу. В історично складний час, перебуваючи між Руссю і монгольським Сходом, він умів, коли треба, налагодити дружні стосунки, а часом і дати гідну відсіч».
Пургаз був хоробрим воїном і полководцем. У 1228 році він розбив дружини руських князів Ярослава Всеволодовича, Василька і Всеволода Костянтиновича. Для спільного захисту від набігів руських князів він уклав союз з Волзькою Булгарією. Він не здався монгольським військам сам і не здав їм свою країну Ерзянь Мастор, хоча розумів, що протистояти такій потужній силі буде дуже важко.

## Історичні згадки про Пургаза

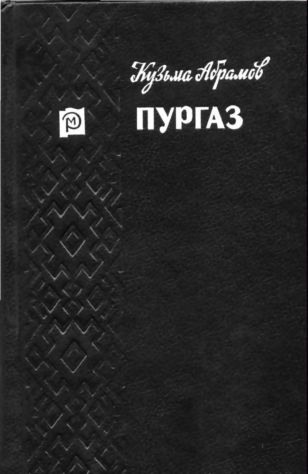
Епос Кузьми Абрамова «Пургаз»

У квітні 1229 року Пургаз намагався зруйнувати Нижній Новгород, «оплот руської сили в ерзянській землі». Зумів лише спалити посад міста і навколишні села, однак захопити фортецю не зміг. 
|  | ..Пришла мордва с Пургасом к Новгороду и отбились от них новгородцы; они же зажгли монастырь святой Богородицы и церковь, которые были вне города; в тот же день и отъехали прочь, захватив многих своих убитых. В то же лето Пурешев сын с половцами победил Пургаса, и перебил всю мордву и Русь Пургасову, а Пургас едва бежал с малым отрядом. |

 — Лаврентіївський літопис.

У книзі «Мокшэрзятне умонь шкасто ды ней» (Ерзя і Мокша в давнину і в сучасності" (1999) ерзянський історик Валерій Анатолійович Юрчонков пише: 

|  | Дуже важким (для Ерзя народу) був період початку 13 століття. Був потрібен такий чоловік, якому б вірили, його ідеї та доручення виконувалися б, за ним би йшли на будь-яку справу. Саме такою людиною став Пургаз - мудрий, багатий душею, міцний характером, чоловік, що передбачає майбутнє. |

## Пургазове городище
У с. Полянки (Республіка Мордовія) знаходиться археологічна пам'ятка залізної доби — Пургазове городище. Розташоване на мисі, утвореному двома ярами. Має два оборонних вали висотою 1,8-2 м і рови. Довжина майданчика 75 м, ширина до 35 м. Назва («Пургазонь ошпандо»), напевно, пов'язана з ім'ям Пургаз. Згадується в документах 17 ст. (1628, 1630).